# 加藤製菓
加藤製菓株式会社（かとうせいか）は、愛知県あま市七宝町に本社を置く日本の製菓会社。キャンディの製造・販売を行っている。

## 沿革
- 1937年（昭和12年） - 加藤代作（創業者）が名古屋市西区本塚町に飴菓子製造を「日野鶴製菓所」として個人営業を開始、主に飴細工の製造を行う。
- 1953年（昭和28年） - 株式会社に改組し、「加藤製菓株式会社」を設立。本社を名古屋市西区城西に置く。
- 1965年（昭和40年） - 名古屋市西区赤城町60番地に工場を新設。
- 1977年（昭和52年） - 業界で初めて「塩あめ」を開発・発売。
- 1995年（平成7年） - 大手メーカーのOEM商品の商品開発、製造開始。
- 2002年（平成14年） - 名古屋市西区赤城町60番地に本社を移転統合。
- 2012年（平成24年） - あま市七宝町沖之島上折39番地に本社・工場を移転。
- 2019年（令和元年） - 愛知県食品衛生協会における食品優良施設愛知県知事賞を受賞。
- 2020年（令和2年） - 愛知県HACCP導入施設に認定される。

## 主な商品
- 塩あめ
- ハーブキャンディ
- 塩レモンキャンディ
- 塩とまと飴
- 和草漢のど飴シリーズ
- はちみつレモンキャンディ
- 梅はちみつのど飴
- アセロラのど飴
- しょうがのど飴
- シークヮーサーのど飴
- ブルーベリーキャンディ
- ショコラオランジュキャンディ
- はなのどスッキリ飴 珈琲味
- 国産ミルク飴